# Paul Ramadier
Paul Ramadier (La Rochelle, 17 marzo 1888 – Rodez, 14 ottobre 1961) è stato un politico francese, primo presidente del Consiglio dei ministri della Quarta Repubblica.

## Biografia

### Ascesa politica
Membro del Comitato centrale della Lega dei diritti dell'uomo e del Gruppo del libero pensiero alla Camera dei deputati, fu iniziato in Massoneria nel 1913 nella Loggia "La Parfaite Union" di Rodez Difensore delle cooperative, fu militante socialista dal 1904 e deputato per il Dipartimento dell'Aveyron dal 1928 al 1940, dal 1945 al 1951 e dal 1956 al 1958. Fu anche sindaco di Decazeville dal 1919 al 1959. Favorevole all'entrata dei socialisti al governo, uscì dalla Sezione Francese dell'Internazionale Operaia (SFIO) per entrare nell'Unione Socialista Repubblicana. Fu sottosegretario di Stato durante il governo di Léon Blum nel 1936 e in quello di Camille Chautemps. Con la coalizione del Fronte popolare, fece adottare importanti leggi tra cui quelle relative agli incidenti sul lavoro, alla pensione e alle 40 ore di lavoro settimanale. Divenne ministro del Lavoro nel 1938 per il governo di Édouard Daladier, presentando le dimissioni quando fu messa in discussione la sua legge sulle 40 ore.
Il 10 luglio 1940 votò contro l'assunzione di pieni poteri da parte del maresciallo Philippe Pétain, che il giorno dopo istituì il regime di Vichy. Ramadier entrò quindi nella Resistenza dove assunse il nome di battaglia Violette. Durante l'occupazione tedesca tornò nella SFIO e si distinse con il suo operato in favore degli ebrei. Con la liberazione, nel novembre 1944 divenne ministro per gli Approvvigionamenti durante il governo di Charles de Gaulle. Alla fine del conflitto, con l'istituzione della Quarta Repubblica francese, gli venne affidato nel 1946 il Ministero di Giustizia durante il governo di transizione di Léon Blum.

### Primo ministro
Eletto primo ministro il successivo 22 gennaio, a seguito della crisi del maggio 1947 provocò l'uscita dal governo dei comunisti e pose quindi fine all'esperienza del Tripartismo tra socialisti, repubblicani popolari e gli stessi comunisti che era iniziato nel 1945. Sempre a partire da maggio inviò oltre 30 000 soldati a reprimere duramente la rivolta del Madagascar, iniziata due mesi prima.
In maggio il suo governo votò l'adesione della Francia al piano Marshall, un fatto indicativo nel periodo in cui nacque la guerra fredda tra l'Unione Sovietica e gli Stati Uniti. Un'ondata di scioperi lo costrinse a presentare le dimissioni il 22 ottobre 1947.

### Ultimi anni
Rientrò in un consiglio dei ministri quando gli fu affidato il Ministero delle Finanze tra il 1956 e il 1957 durante il governo di Guy Mollet, con il difficile compito di risollevare l'economia nazionale disastrata dalle spese sostenute per la guerra d'Algeria. Il suo nome è legato alla vignetta autostradale, che introdusse nel 1956. Radiato come consigliere del Cantone di Decazeville nel 1941 per la sua affiliazione alla massoneria, riebbe il mandato nel 1945 e lo conservò fino alla morte, avvenuta nel 1961.